# カルロス・マルティネス
カルロス・エルネスト・マルティネス（Carlos Ernesto Martinez , 1991年9月21日 - ）は、 ドミニカ共和国プエルト・プラタ州出身のプロ野球選手（投手）。右投右打。フリーエージェント（FA）。愛称は"ツナミ"（"Tsunami"）。

## 経歴

### プロ入り以前
2009年2月6日にボストン・レッドソックスと15万ドルで契約に合意したが、MLBに提出した書類に虚偽の姓名（「カルロス・マティアス」）と生年月日を記載したため、3月1日に契約は無効となり、MLB球団との契約が1年間凍結された。

### プロ入りとカージナルス時代
2010年4月20日にセントルイス・カージナルスと15万ドルで契約。ルーキー級ドミニカン・サマーリーグ・カージナルスで12試合に登板し、3勝2敗、防御率0.76だった。
2011年はA級クァットシティズ・リバーバンディッツで8試合に登板し、3勝2敗・防御率2.33だった。6月にA+級パームビーチ・カージナルスへ昇格。オールスター・フューチャーズゲームに選出された。A+級パームビーチでは10試合に登板し、3勝3敗・防御率5.28だった。
2012年はA+級パームビーチで7試合に登板し、2勝2敗・防御率3.00だった。6月にAA級スプリングフィールド・カージナルスへ昇格。15試合に登板し、4勝3敗・防御率2.90だった。
2013年はAA級スプリングフィールドで開幕を迎え、5月3日にメジャー初昇格を果たし、同日のミルウォーキー・ブルワーズ戦でメジャーデビュー。5点リードの7回裏から登板し、1回を投げ1安打無失点に抑えた。5月27日にAAA級メンフィス・レッドバーズへ降格。7月11日に再昇格し、7月25日にAAA級へ降格。8月8日に再昇格し、同日のロサンゼルス・ドジャース戦に先発起用されたが、4.2回を投げ1本塁打を含む7安打4失点3四球と結果を残せず、初黒星を喫した。8月10日にAAA級へ降格。8月23日にジェイク・ウェストブルックが故障者リスト入りしたことに伴い再昇格した。8月26日のシンシナティ・レッズ戦で1点ビハインドの6回表から登板。2回を投げ2安打1失点だったが、7回裏にカージナルスが一挙5点を挙げ逆転したため、メジャー初勝利を挙げた。8月28日にAA級へ降格。セプテンバー・コールアップで登録枠が拡張した9月3日に再昇格した。この年は21試合（中継ぎとして20試合）に登板し、2勝1敗1セーブ、防御率5.08だった。
2014年は主に中継ぎとしてメジャーに定着した。6月中旬にマイケル・ワカ、ハイメ・ガルシアが故障で離脱したことに伴い、そこから7試合に先発登板したが、32.1イニングで防御率4.45で、大炎上はなかったものの最長で6イニングしか投げられなかった。オフに事故死したオスカー・タベラスと同じドミニカ共和国出身で親しかったこともあり背番号を｢18｣に変更した。
2015年は先発ローテーションの5番手として開幕を迎えた。前半だけで10勝、防御率2.52の好成績を残した。オールスターゲームの34人目の選手を決める最終投票で選出されたが、登板機会はなかった。9月25日のブルワーズ戦で先発したが、わずか7球を投げ、肩の痛みで降板した。その後60日間の故障者リストに登録され、チームはプレーオフに出場しながらも、マルティネスは登板できなかった。この年、14勝（リーグ7位タイ）、防御率3.01（同10位）、チーム3位の179.2イニング、チーム1位の184奪三振を記録し、チームの地区3連覇に大きく貢献した。奪三振率9.2は球団で歴代3位の記録であった。
2016年は31試合に先発登板して防御率3.04・16勝9敗・174奪三振・WHIP1.22という見事な成績を記録。防御率はリーグ9位、勝ち星は同5位タイだった。また、奪三振はチームトップであり、先発ローテーションに並居る実力派投手たちを差し置いて、エース格として君臨した。
2017年はシーズン開幕前の2月2日に2021年までの5年総額5100万ドル（2022年・2023年にそれぞれ球団側選択オプションあり）で契約延長した。2月8日に第4回ワールド・ベースボール・クラシック（WBC）のドミニカ共和国代表に選出された。レギュラーシーズンでは初の開幕投手を務めるなど32試合に先発。自身初となる年間200イニング・200奪三振を達成したが、防御率は3.64で12勝と前年ほどは伸びなかった。開幕戦で8回途中無失点、5月20日のサンフランシスコ・ジャイアンツ戦で9回無失点でも白星が付かないなどの不運もあった。6月10日に先発したフィラデルフィア・フィリーズ戦では9回に100.2mphを記録したが、MLBでは2008年のジャスティン・バーランダー（タイガース）以来9年ぶりの快挙であった。
2018年は5月と7月に故障者リスト入りし、8月下旬に復帰後はリリーフに配置転換となった。リリーフとしては15試合に登板し、5回のセーブ機会を全て成功させた。
2019年は回旋腱板の故障のため出遅れ、シーズン初登板は5月下旬となった。中継ぎとして登板していたが、6月下旬にクローザーのジョーダン・ヒックスが靭帯を損傷しトミー・ジョン手術を行うため戦線離脱してからは、クローザーを務めることになり、シーズン通算で24セーブを挙げて役目を果たした。
2020年はCOVID-19の影響で60試合制の短縮シーズンとなる中、先発に戻り5試合に登板したが、未勝利に終わった。
2021年は先発として4勝を挙げていたが、7月4日の試合で右手親指の靭帯を損傷し、7月9日に60日間の故障者リストに入った。修復手術を行い、以降はリハビリのためシーズン終了まで登板はなかった。2017年に結んだ5年契約はこの年で終了したが、オプションの契約延長はなく、オフの11月4日にFAとなった。冬季は母国ドミニカ共和国のウィンターリーグであるリーガ・デ・ベイスボル・プロフェシオナル・デ・ラ・レプブリカ・ドミニカーナ(LIDOM)に参加し、アギラス・シバエーニャスでプレーした。カリビアンシリーズにも出場ている。

### ジャイアンツ傘下時代
2022年3月19日にサンフランシスコ・ジャイアンツとマイナー契約を結んだ。4月28日にマイナーでも登板機会がないまま自由契約となった。

### レッドソックス傘下時代
2022年5月7日にボストン・レッドソックスとマイナー契約を結んだ。AAA級ウースター・レッドソックス2試合に先発登板したが、4.1イニングを10失点、防御率20.77と結果を残せず、5月17日に自由契約となった。

### メキシカンリーグ時代
2023年2月14日にメキシカンリーグのティフアナ・ブルズと契約を結んだ。5先発で、22.1回を投げ1勝0敗防御率7.15で17奪三振だった。5月19日に放出された。
6月24日にモンクローバ・スティーラーズと契約を結んだ。3先発で、10.1回を投げ1勝0敗で防御率6.97だった。7月10日に放出された。

## 選手としての特徴
スリークォーターから、最速球速101.3mph（約163km/h）・平均96mph（約155km/h）のフォーシーム、平均95mph（約153km/h）のシンカー、平均85mph（約137km/h）のスライダー、平均87mph（約140km/h）のチェンジアップなどを使用する。
GB%がメジャー通算55%と高く、基本的にはシンカーなどで打ち取るピッチングスタイル。通算奪三振率は8.5とやや高く、奪三振能力もある。
メジャーのスターターの中でも屈指の速球の速さを誇っており、2016年における平均球速は95.6mph（約153.9km/h）と、規定投球回に到達した投手の中ではノア・シンダーガード、ヨーダノ・ベンチュラに次いでの数値であった。
通算対右被OPSが.594なのに対し、通算対左被OPSは.760と左打者を苦手としている。

## 詳細情報

### 年度別投手成績
| 年 度    | 球 団    | 登 板 | 先 発 | 完 投 | 完 封 | 無 四 球 | 勝 利 | 敗 戦 | セ 丨 ブ | ホ 丨 ル ド | 勝 率 | 打 者 | 投 球 回 | 被 安 打 | 被 本 塁 打 | 与 四 球 | 敬 遠 | 与 死 球 | 奪 三 振 | 暴 投 | ボ 丨 ク | 失 点 | 自 責 点 | 防 御 率 | W H I P |
| -------- | -------- | ----- | ----- | ----- | ----- | -------- | ----- | ----- | -------- | ----------- | ----- | ----- | -------- | -------- | ----------- | -------- | ----- | -------- | -------- | ----- | -------- | ----- | -------- | -------- | ------- |
| 2013     | STL      | 21    | 1     | 0     | 0     | 0        | 2     | 1     | 1        | 3           | .667  | 124   | 28.1     | 31       | 1           | 9        | 1     | 3        | 24       | 0     | 0        | 16    | 16       | 5.08     | 1.41    |
| 2014     | STL      | 57    | 7     | 0     | 0     | 0        | 2     | 4     | 1        | 17          | .333  | 386   | 89.1     | 90       | 4           | 36       | 8     | 4        | 84       | 8     | 1        | 41    | 40       | 4.03     | 1.41    |
| 2015     | STL      | 31    | 29    | 0     | 0     | 0        | 14    | 7     | 0        | 1           | .667  | 755   | 179.2    | 168      | 13          | 63       | 5     | 8        | 184      | 8     | 1        | 65    | 60       | 3.01     | 1.29    |
| 2016     | STL      | 31    | 31    | 0     | 0     | 0        | 16    | 9     | 0        | 0           | .640  | 809   | 195.1    | 169      | 15          | 70       | 1     | 11       | 174      | 8     | 0        | 68    | 66       | 3.04     | 1.22    |
| 2017     | STL      | 32    | 32    | 2     | 2     | 0        | 12    | 11    | 0        | 0           | .522  | 858   | 205.0    | 179      | 27          | 71       | 3     | 8        | 217      | 9     | 0        | 93    | 83       | 3.64     | 1.22    |
| 2018     | STL      | 33    | 18    | 0     | 0     | 0        | 8     | 6     | 5        | 3           | .571  | 521   | 118.2    | 100      | 5           | 60       | 4     | 11       | 117      | 5     | 0        | 48    | 41       | 3.11     | 1.35    |
| 2019     | STL      | 48    | 0     | 0     | 0     | 0        | 4     | 2     | 24       | 3           | .667  | 200   | 48.1     | 39       | 2           | 18       | 1     | 3        | 53       | 2     | 0        | 18    | 17       | 3.17     | 1.18    |
| 2020     | STL      | 5     | 5     | 0     | 0     | 0        | 0     | 3     | 0        | 0           | .000  | 104   | 20.0     | 32       | 6           | 10       | 2     | 0        | 17       | 0     | 0        | 26    | 22       | 9.90     | 2.10    |
| 2021     | STL      | 16    | 16    | 0     | 0     | 0        | 4     | 9     | 0        | 0           | .308  | 363   | 82.1     | 77       | 8           | 36       | 2     | 11       | 57       | 3     | 0        | 58    | 57       | 6.23     | 1.37    |
| MLB：9年 | MLB：9年 | 274   | 139   | 2     | 2     | 0        | 62    | 52    | 31       | 27          | .544  | 4120  | 967.0    | 885      | 81          | 373      | 27    | 59       | 927      | 43    | 2        | 433   | 402      | 3.74     | 1.30    |

- 2023年度シーズン終了時
- 各年度の太字はリーグ最高

### 年度別守備成績
| 年 度 | 球 団 | 投手（P） | 投手（P） | 投手（P） | 投手（P） | 投手（P） | 投手（P） |
| 年 度 | 球 団 | 試 合     | 刺 殺     | 補 殺     | 失 策     | 併 殺     | 守 備 率  |
| ----- | ----- | --------- | --------- | --------- | --------- | --------- | --------- |
| 2013  | STL   | 21        | 4         | 3         | 0         | 1         | 1.000     |
| 2014  | STL   | 57        | 11        | 23        | 1         | 2         | .971      |
| 2015  | STL   | 31        | 18        | 26        | 2         | 3         | .957      |
| 2016  | STL   | 31        | 25        | 17        | 3         | 3         | .933      |
| 2017  | STL   | 32        | 12        | 12        | 4         | 4         | .857      |
| 2018  | STL   | 33        | 8         | 19        | 3         | 3         | .900      |
| 2019  | STL   | 48        | 6         | 7         | 1         | 0         | .929      |
| 2020  | STL   | 5         | 3         | 3         | 1         | 1         | .857      |
| 2021  | STL   | 16        | 10        | 9         | 1         | 0         | .950      |
| MLB   | MLB   | 274       | 97        | 119       | 16        | 17        | .931      |

- 2023年度シーズン終了時
- 各年度の太字はリーグ最高

### 記録
- MLBオールスターゲーム選出：2回（2015年、2017年）

### 背番号
- 62 (2013年)
- 44 (2014年)
- 18 (2015年 - )

### 記録
- 2017 ワールド・ベースボール・クラシック・ドミニカ共和国代表